# 王君安
王君安（1970年6月5日—），浙江嵊县人，越剧尹派小生，现为国家一级演员，供职于福建省芳华越剧团。

## 生平
1981年王君安考取福建省芳华越剧团，在福州开始了为期五年的越剧学习。期间，尹派创始人尹桂芳发现了她的艺术天分，对她悉心培养，使她成为公认的尹派第五代嫡传弟子。从学员生涯第二年起，她开始和自己的老搭档李敏合作。
1986年王君安在“尹桂芳越剧流派演唱会”初次亮相，参演“沙漠王子.算命”、“盘妻索妻.洞房”、“何文秀.桑园访妻”三折。接着芳华越剧团在上海演出尹派《红楼梦》，王君安饰演贾宝玉，连演30场，有“小尹桂芳”之称。另，有说法王在上海演出《红楼梦》在1987年。
1990年芳华越剧团排演《玉蜻蜓》，王君安饰演主角申贵升和徐元宰。91年在上海演出。1994年复排《玉蜻蜓》
1996年出于各种考虑，王放下正在高峰期的越剧事业，赴美留学。
2001年从美国天主教大学毕业，获得经济与金融管理本科学士学位。
2003年纪念尹桂芳去世3周年，王君安回国复排《红楼梦》2006年福建芳华越剧团庆祝团庆60周年，王回国参加团庆演出。2007年参加《桂子飘香―――纪念著名越剧表演艺术家尹桂芳系列演出活动》与李敏再排尹派代表作《玉蜻蜓》和《盘妻索妻》，并在福州、上海等地巡演。
2008年作为尹派传人代表之一参演了越剧明星版《梁祝》，主演其中“同窗共读”和“十八相送”两折。该剧在2009年进行了再次巡演。
2009年王与戚派花旦金静合演越剧电视连续剧《牡丹亭还魂记》，她饰演书生柳梦梅，该剧于2009年3月在“昆曲之乡”江苏省昆山市千灯镇开始拍摄，并专门请来昆曲名家岳美缇和华文漪为艺术指导。

## 艺术成就
王君安现为福建省芳华越剧团的主要小生演员，扮相清丽，表演和唱腔很像尹桂芳年轻的时候。，与赵志刚、茅威涛和萧雅并称为“尹派四大弟子”。

## 荣誉
从艺以来，王君安作为福建省越剧界的青年代表人物，获得许多国家级和省级奖项。其中比较重要的有福建省第十六、十七届戏剧会演及省首届国际艺术节演员奖，1988年获福建省属剧团创作会演演员奖， 1990年华东地区越剧青年演员“霞飞杯”大奖赛的“越剧新星”和“优秀演员奖”，1994年的文化部文华表演奖，1994年中国小百花越剧节“金牌奖”。从美国回来后，为了表彰她的艺术成就，2008年被福建省政府选为第一批省级非物质文化遗产项目代表性传承人中尹派艺术的传承人。2008年12月30日她被正式评为国家一级演员。

## 代表作品
- 《红楼梦》
- 《盘妻索妻》
- 《玉蜻蜓》

目前网路上能找到的王君安视频全本作品为《红楼梦》、《盘妻索妻》、《玉蜻蜓》、《宋弘传奇》、《牡丹亭还魂记》、《柳毅传书》和《柳永》。